# Jamie Maclaren
Jamie MacLaren (Sunbury, 29 de julho de 1993), é um futebolista australiano que atua como atacante. Atualmente, joga pelo Mohun Bagan.

## Carreira
Foi convocado para defender a Seleção Australiana de Futebol na Copa do Mundo de 2018.